# Sezione Amis-de-la-Patrie
La sezione Amis-de-la-Patrie fu, durante la Rivoluzione francese, una sezione rivoluzionaria parigina.

## Storia
Costituita con decreto del 22 giugno 1790 con il nome di sezione Ponceau, fu rinominata sezione Amis-de-la-Patrie nel settembre del 1792. Comprendeva il territorio dell'attuale boulevard de Sébastopol e le sue adiacenze, da porte Saint-Denis a porte Saint-Martin, da rue aux Ours a rue Saint-Denis. Le riunioni si tenevano nella chiesa della Trinità, in rue Bourg-l'Abbé.
Era una delle più popolose, comprendendo 16.650 abitanti dei quali 5.300 operai. I cittadini attivi, cioè contribuenti e come tali aventi diritto di voto ed eleggibili, erano 2.300, mentre 500 vivevano sotto la soglia di povertà.
In occasione della reazione termidoriana, la sezione sostenne la Convenzione nazionale che il 27 luglio 1794 votò l'arresto di Robespierre.
Con la legge del 19 vendemmiaio dell'anno IV (11 ottobre 1795), le sezioni di Parigi furono accorpate in gruppi di quattro e ridotte a 12, e col decreto prefettizio del 10 maggio 1811 la sezione degli Amis-de-la-Patrie divenne il quartiere di Porte-Saint-Denis.